# 修羅場 (舞台劇)
《修羅場》（英語：Shuraba）是一部2014年由W創作社主辦於葵青劇院公演的舞台劇、W創作社的第二十五部作品，由黃智龍編導，司徒慧焯擔任創作總監，兩大香港舞台劇獎最佳男主角得主梁祖堯及潘燦良領銜主演，演繹「完敗」或「慘勝」的辦公室政治。其他主要演員包括邵美君、湯駿業、白只、鄧世昌及許晉邦，這亦是潘燦良與 創作社首度合作。
《修羅場》是W創作社的一個新嘗試，以學校裡面的發生的辦公室政治與及其黑暗面作主題。編導黃智龍想探討的，是當「沉默」已變得不合時宜的時候，而當每個人都認為自己的「發聲」應該要得到適當的尊重及需要被跟進，怎樣去改變世界就成為必須要思考的課題。為提昇觀眾的投入感，《修羅場》特別設有現場演奏，由音樂總監何秉舜帶領翁瑋盈及鄭逸峰，以音樂引領觀眾走過劇中每一個情節。

## 故事大綱
梁sir（梁祖堯飾）是一所中學的經濟科老師，但只視老師為一份賺取薪酬的工作。因為轉行做老師之前曾在市場推廣行業打滾多年，對辦公室政治毫不陌生，亦因此漸得邵校長的欣賞。潘sir（潘燦良飾）則是一位滿腔熱誠的好老師，深信「教學生就是要教他們做人」。學生林詠儀突然在學校跳樓自盡，一場疑點重重的血案揭發學校內部的種種黑暗面，亦直面衝擊著梁、潘二人對教學的熱誠、對權力的慾望，對公義的定義。
梁Sir並與學校的其他老師組成管理階層，以小集團形式對學生及教學工作實施行政管治。當中的鄧Sir（鄧世昌飾演）身為訓導主任，每每以高壓手段斥訓學生；白Sir（白只飾演）是所謂「老油條」的體育老師，唯命是從已成為工作習慣；許Sir（許晉邦飾演）雖然是年輕教師，本來與潘Sir般同樣具有教學理想，但意志薄弱並且不敵高層壓力，許Sir只能成為管治集團當中人云亦云的配角。由眾老師處理學生林詠儀（葉康婷客串飾演）的懷疑校內吸煙事件作為故事開端。
有別於一般黑白分明，二元對立的典型職場鬥爭故事，潘Sir的個性隨劇本進程而漸漸生變。他一方面本著「教學生就是要教他們做人」為教育宗旨，另一方面為了對付根深蒂固的人治制度，他決意將本身的道德界線挪移擺動，浮游在建制與抗爭之間，與梁Sir既互相對立，亦謀求合作，為了達到最終目的，是非黑白已變得難以界定、模糊不清。
劇中另一個重要角色邵校長（邵美君飾演），作為高層管理人員，她八面玲瓏，放任著手下互相爭鬥，從而保存學校大局，並作連繫著其他各老師角色，建構整個劇本的畫面。

## 角色表
- 梁祖堯 飾 梁Sir
- 潘燦良 飾 潘Sir
- 邵美君 飾 邵校長
- 湯駿業 飾 學生郭逸銘 / 校工王伯 / 校監Dr.湯 / 家長教師會主席郭太/ 律師小龍
- 白　只 飾 白Sir
- 鄧世昌 飾 鄧Sir
- 許晉邦 飾 許Sir
- 葉康婷 飾 林詠儀

## 職場金句
兩大劇帝梁祖堯、潘燦良演繹「完敗或「慘勝」的辦公室政治：
- 「你的薪水一半是付給你做的工作，另一半是補償你承受討厭的辦公室政治！」
- 「冇黨冇派，死得仲快！」
- 「工作裡沒有永遠的朋友，因為你不知道幾時有需要去出賣人或被人出賣...。」
- 「當一個人不停強調： 『我都係做嘢啫！』其實他真正目的是『令其他人做唔到嘢』！」
- 「工作難頂點算好？方法只有一個：『忍無可忍，重新再忍！』」
- 「辦公室政治唔係鬥權力大，而係鬥長命！邊個捱到最後唔走就係贏！」

## 獎項
第二十四屆香港舞台劇獎獎項：
最佳女配角(悲劇/正劇)：邵美君
十大最受歡迎劇目
第二十四屆香港舞台劇獎提名：
最佳劇本：黃智龍
最佳男配角(悲劇/正劇)：湯駿業
最佳舞台設計：黃逸君
最佳燈光設計：楊子欣
最佳音響設計：夏恩蓓

## 评价
儘管《修羅場》為一齣有關發生在學校內辦公室政治的正劇作品，但因為劇本提出很多貼近生活的反思，評論紛紛讚賞為「言之有物」，需要細心咀嚼及高質素的正劇作品，不覺得沉悶但又不失幽默，打破了他們對正劇的嚴肅印象，而更有老師希望能重演並加開老師專場。
劇評人佛琳則認為「《修》劇的情境設定是普及的，劇本主旨卻是深刻、尖銳，有的放矢。以學校作背景，藉教育作媒介，《修羅場》顯然就是大香港的小縮影...
「黃智龍描寫的各位老師，各人個性鮮活，彼此層次分明，儼如社會眾生相的不同代表...黃智龍以學生自殺事件作為故事脈絡，劇本既有戲劇性佈局，亦有明確的批判立場。全劇除了學生林詠儀之外，沒有一個角色完全是對或錯。至於林詠儀，最終都要成為制度之下的犧牲者，反映了現今香港社會的悲哀醜態。」
現場觀眾對於演員、佈景、燈光及現場現奏等均有高度藝術性的讚賞。劇評人何俊輝於《大公報》評论道：「要贊的是何秉舜、翁瑋盈和鄭逸峰現場演奏的古典配樂,能把眾角色在職場上各種內心狀態（如困惑、失落、勾心鬥角時的心情）表露無遺,讓觀眾聽得百感交集。」
劇評人江藍於《信報》內評《修羅場》「難得地在娛樂與言志間找到不錯的平衡... 希望這次《修羅場》的成功，為劇團打開言之有物與娛樂大眾兼備的天空。」

## 外部連結
- W創作社官方網頁（页面存档备份，存于）
- W創作社Facebook 專頁（页面存档备份，存于）
- W創作社微博（页面存档备份，存于）